# Raphaël Giarrusso
 (mai 2022).
 (mai 2022).
Raphaël Giarrusso (1925-1986) est un peintre, sculpteur et céramiste canadien établi en France depuis 1948. Il est surtout connu pour ses créations originales en céramique : personnages, animaux, pieds de lampe...

## Jeunesse et formation
Fils de Cosimo Giarrusso et Saveria Lemmo, Raphaël ou Raffaele Giarrusso est né le 29 mars 1925 à Montréal au Canada. Cadet de la famille, il est entouré de trois sœurs : Philomène, Pierrette et Jeanette. Ses parents, italiens originaires de la province de Campobasso dans la région du Molise, ont émigré au Québec en 1913. Malgré un milieu familial modeste peu ouvert à l'art, Raphaël s'intéresse très jeune au dessin et à la peinture. Il intègre ainsi l'Ecole des beaux-arts de Montréal de 1942 à 1947. Considéré comme un étudiant travailleur, doué et prometteur, il participe à de nombreuses expositions et réalise des décors de théâtre pour lesquels il est récompensé. Durant cette période fructueuse, il se passionne pour la fresque et a l'opportunité de travailler avec le fresquiste Guido Nincheri sur les décors de l'église Sainte-Anne de Woonsocket dans l'état du Rhode Island aux Etats-Unis.

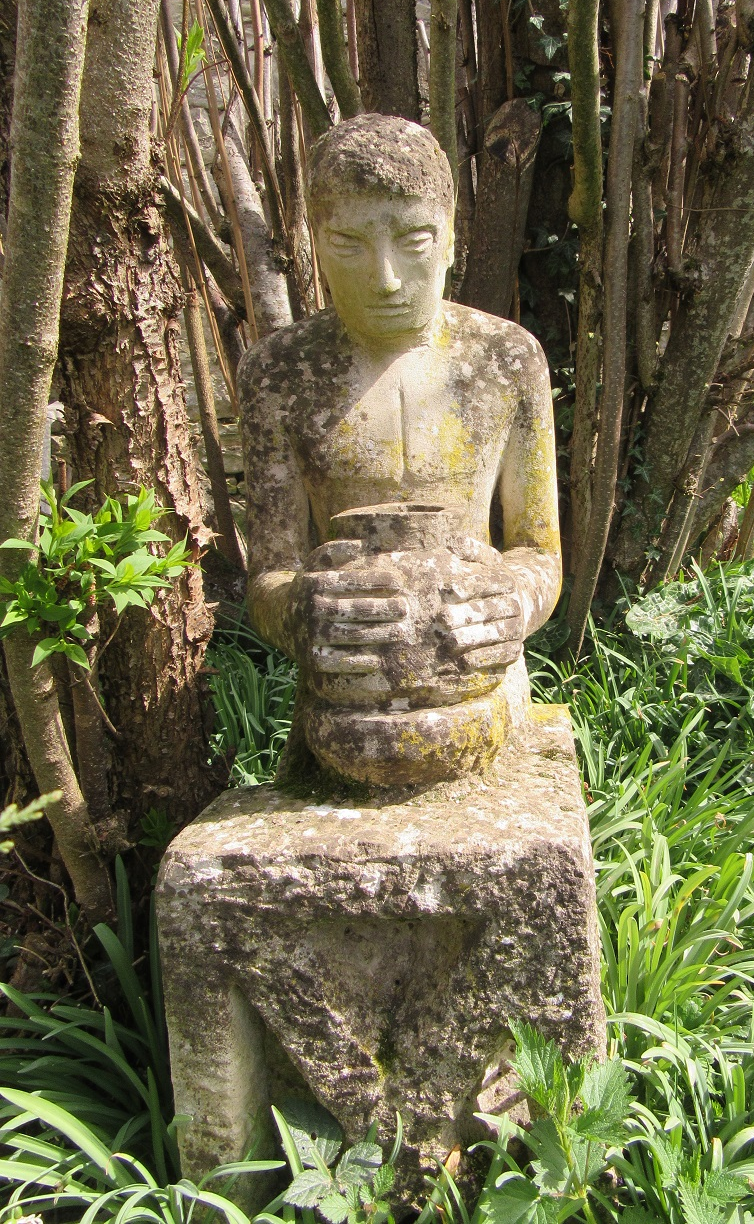
Le potier

A l'âge de 23 ans, il obtient du gouvernement canadien une bourse d'études et arrive ainsi à Paris en août 1948. Mais la vie est difficile dans le Paris d'après-guerre : il n'obtient pas les cours souhaités et bientôt les difficultés financières l'incitent à s'installer en province. Des amis parisiens lui ont proposé leur résidence secondaire à Accolay dans l'Yonne. Là, pendant plusieurs années, il réalise de nombreux dessins et peintures ainsi que deux sculptures taillées dans des pierres fournies par un marbrier vermentonnais chez qui il a travaillé.

## Les Poteries d'Accolay
En août 1953, Raphaël Giarrusso est embauché par André Boutaud aux Poteries d'Accolay. Il y reste dix ans pendant lesquels il exerce le métier de décorateur. Il se familiarise ainsi avec l'univers de la céramique, travaillant avec Daniel Auger, tourneur, Fedor Iodtschine, chimiste affecté aux émaux mais aussi avec le céramiste Georges Pelletier, les sculpteurs François Brochet et Pierre Merlier et le peintre Georges Hosotte, parmi les plus connus de ces artistes qui prêtent temporairement leur talent aux différentes expérimentations de la céramique d'Accolay. Créateur de nombreux décors abstraits ou figuratifs, animaliers ou autres, mais dont le style est toujours reconnaissable, Raphaël Giarrusso est également remarqué pour sa production de figurines « Fils de fer » . Les éléments en céramique (tête, corps, membres, queue, oreilles...) sont reliés par des tiges métalliques en alliage NiCrAl résistant à de hautes températures de cuisson. Ainsi naît toute une galerie de personnages et d'animaux fantaisistes (chat, vache, biche, chameau, hippopotame, pélican, tyrolien, cuisinier, pièces de jeu d'échecs...). Ces figurines préfigurent la production future de Raphaël Giarrusso qui quitte les Poteries d'Accolay en octobre 1963 pour s'établir à son compte. C'est durant cette période, en 1957, qu'il épouse Marie-Christine Meyranx, française, avec qui il aura trois enfants : Vincent, Véronique et Emmanuel.

## L'atelier de céramique de Vermenton
En 1964, Raphaël Giarrusso installe son atelier au 9 rue Guilbert Latour à Vermenton. Cette même année, il s'associe à Georges Pelletier pour fonder à Paris « L'atelier Rébeval » au 82 rue Rébeval dans le 19e arrondissement. Mais la difficulté de partager son activité entre Paris et Vermenton associée à la quête légitime d'émancipation de tout créateur, a bien vite raison de cette aventure.

Dans l'atelier restauré de Vermenton équipé d'un tour et d'un four électrique, Raphaël s'adonne avec passion à l'art de la céramique et produit de nombreuses pièces : personnages moyenâgeux empreints d'humour et de dignité (guerriers, troubadours, damoiselles, mère et enfant...), différents animaux stylisés traduisant force et vie (taureau, bison, éléphant, sanglier, rhinocéros, cheval, hibou, flamant rose, marabout...), pieds de lampe, certains ajourés, d'autres en forme d'oiseaux finements émaillés, vases et plats...

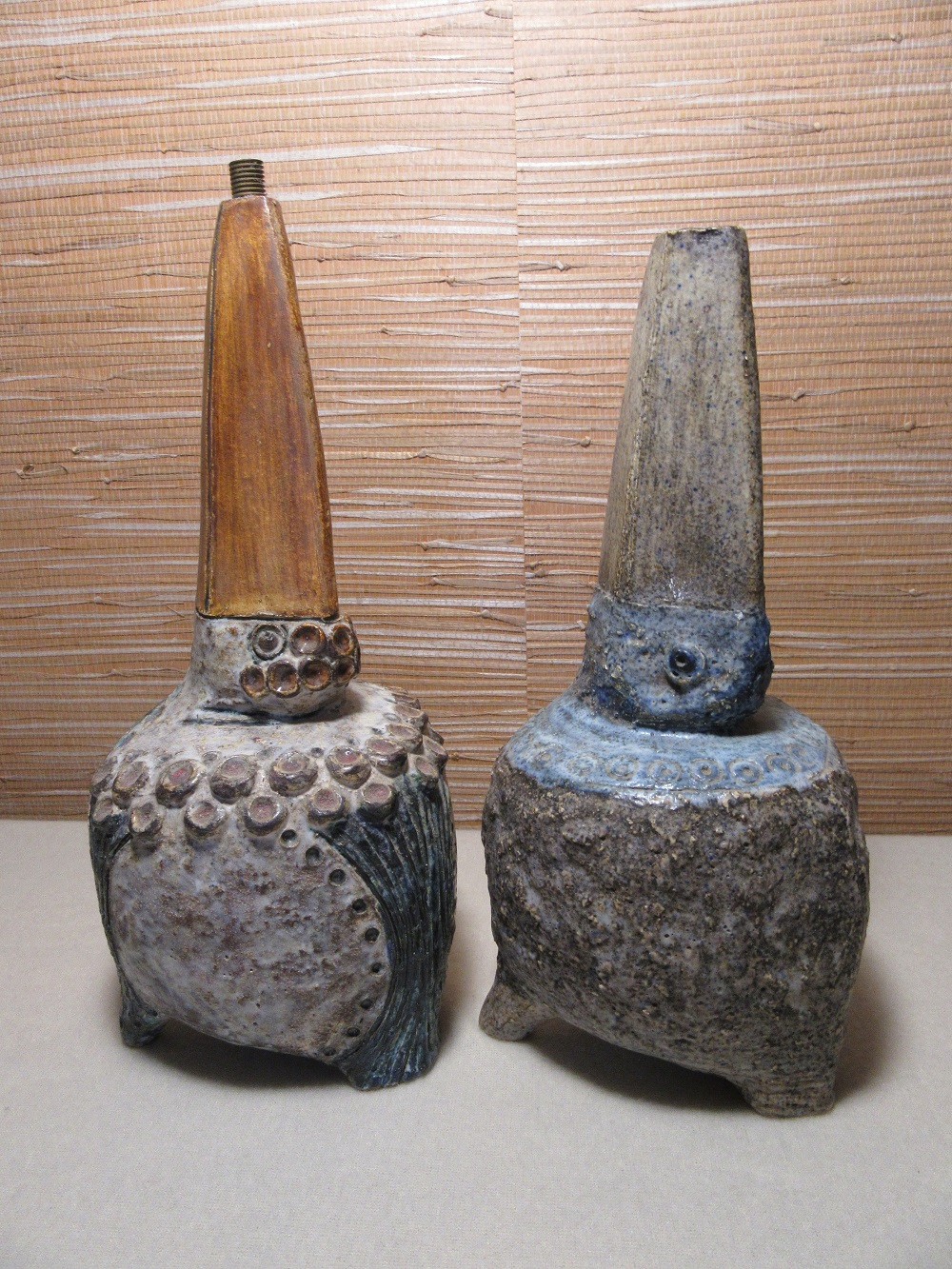
Pieds de lampe marabouts, 1967, 29 et 27 cm
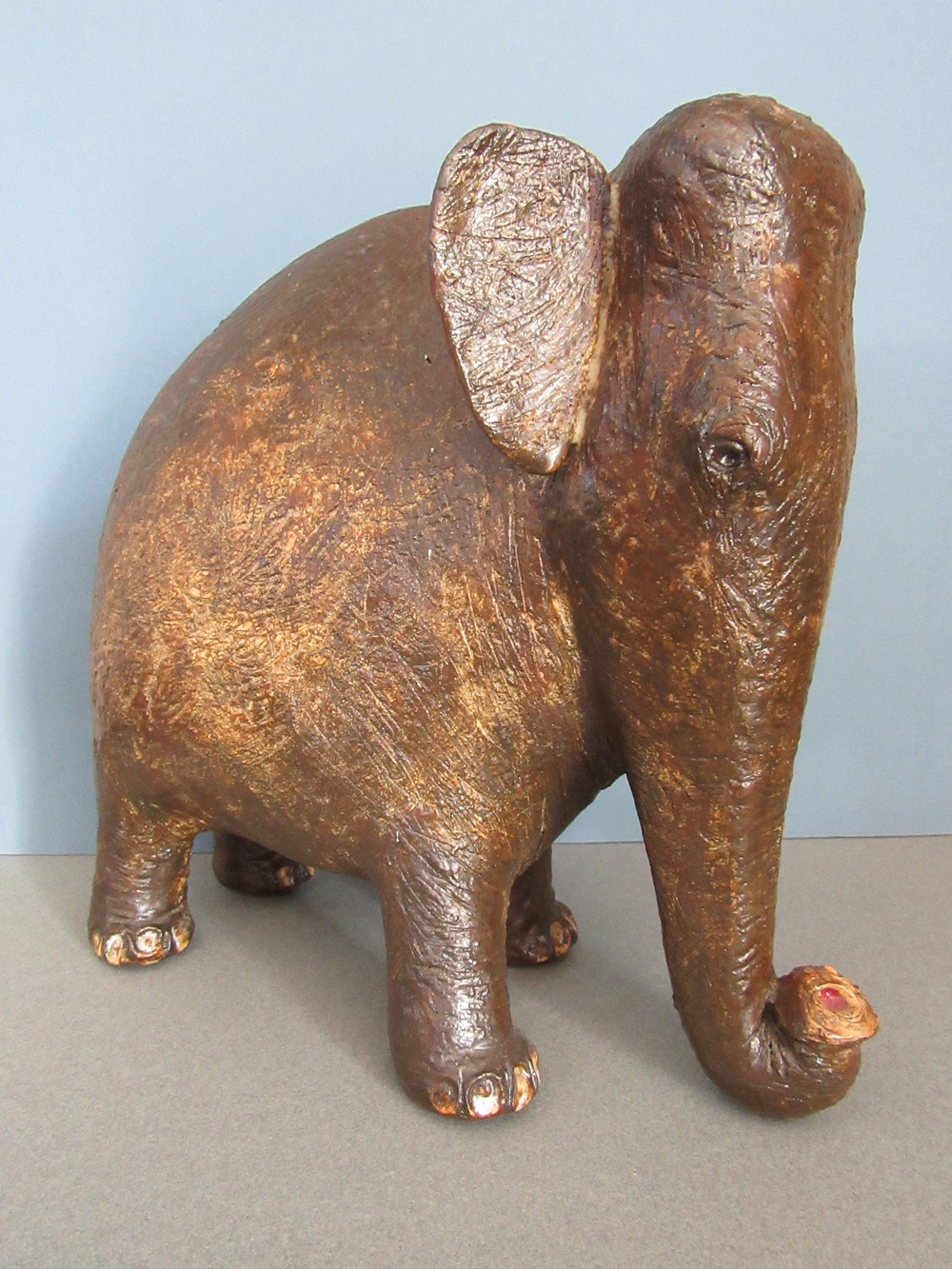
Eléphant
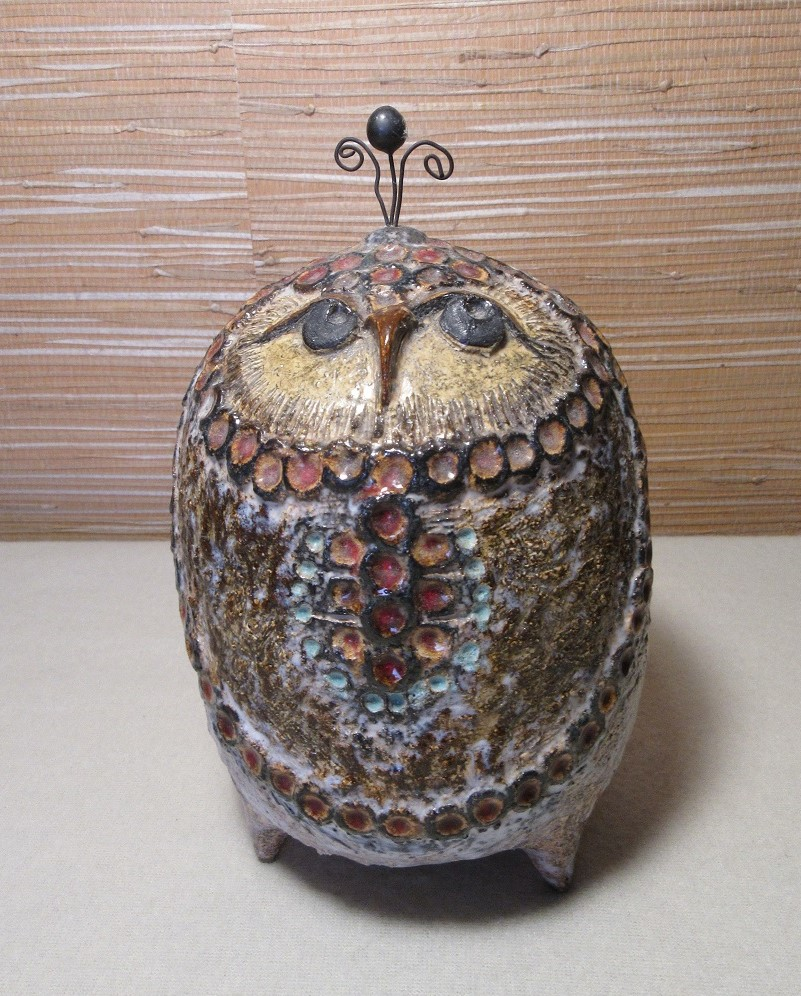
Chouette, 21 cm
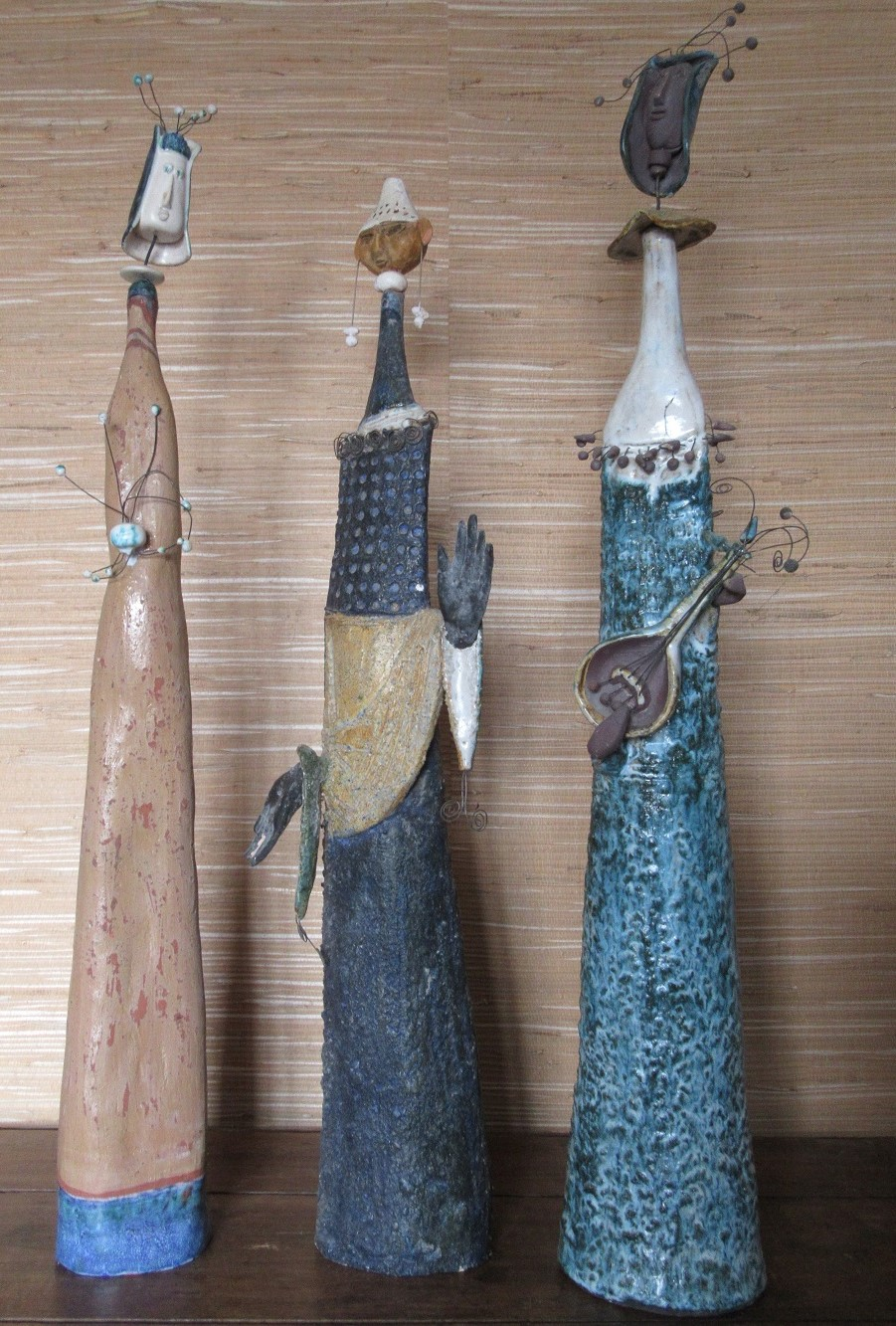
Personnages
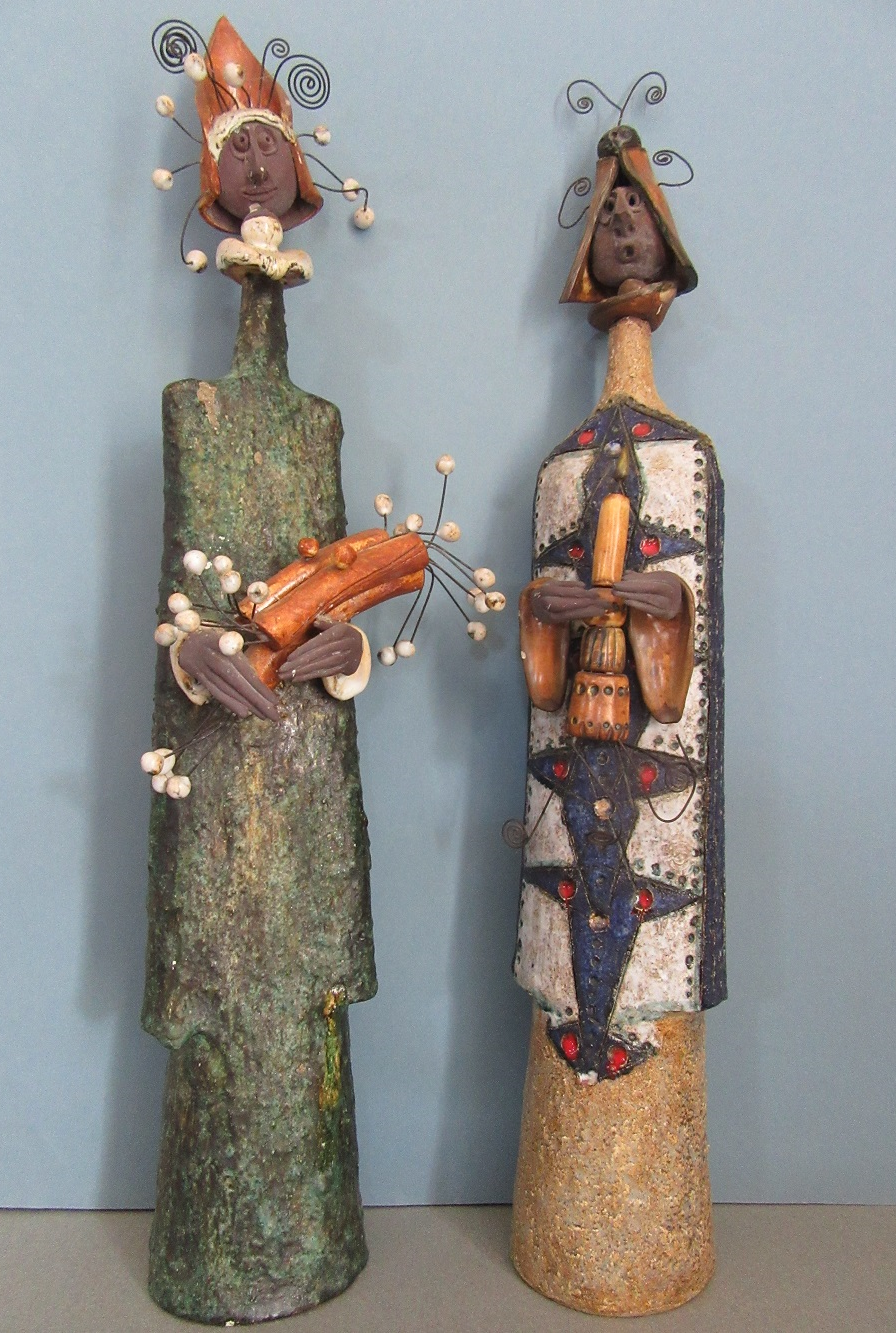
Personnages, 58 cm
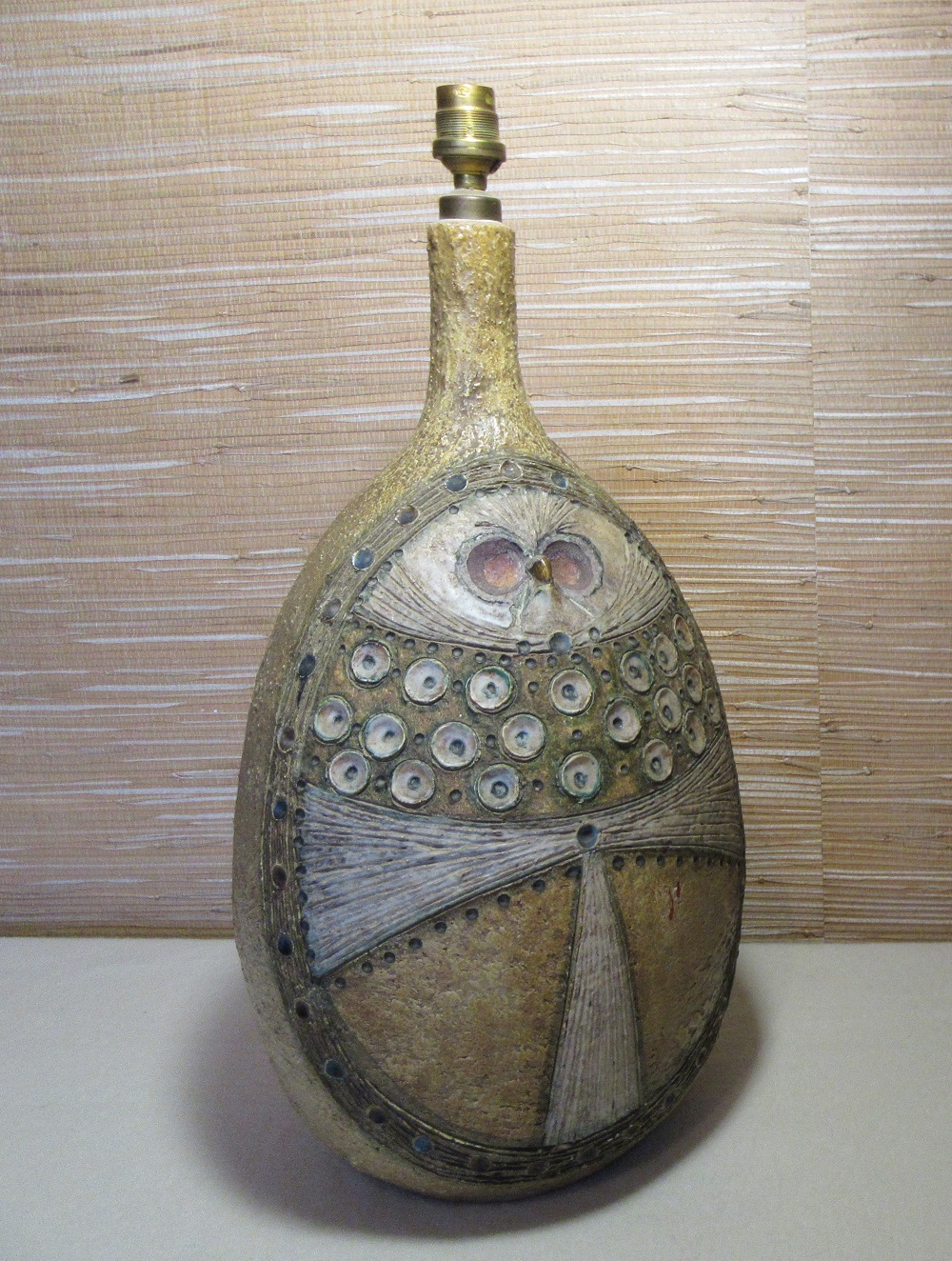
Pied de lampe chouette, 1966, 44 cm
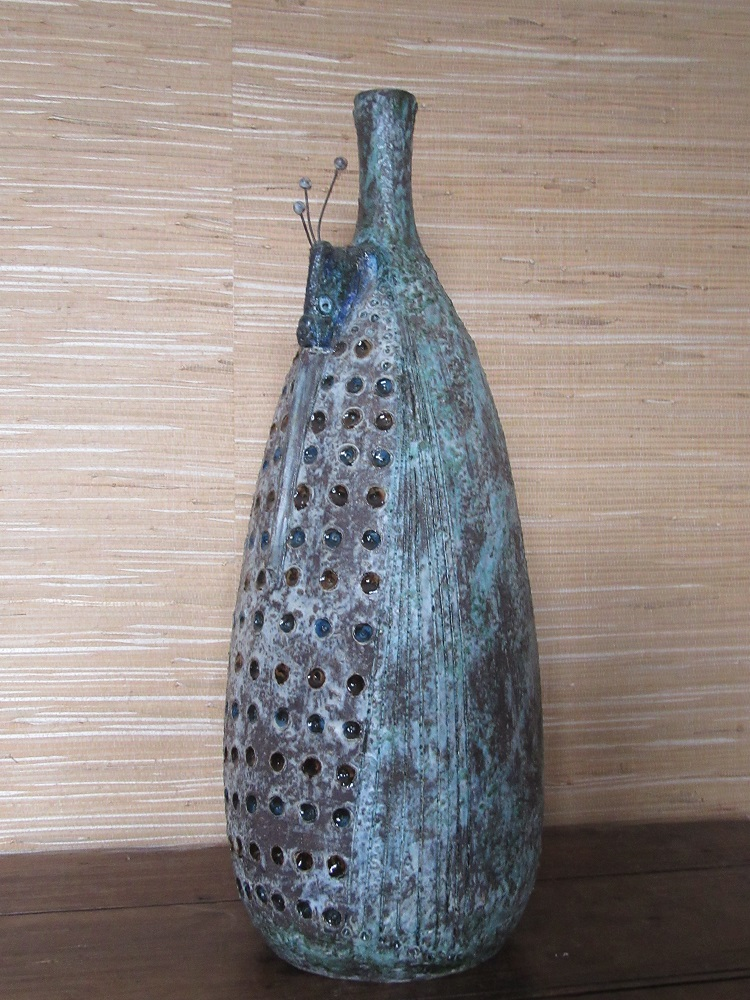
Pied de lampe marabout, 1965, 55 cm
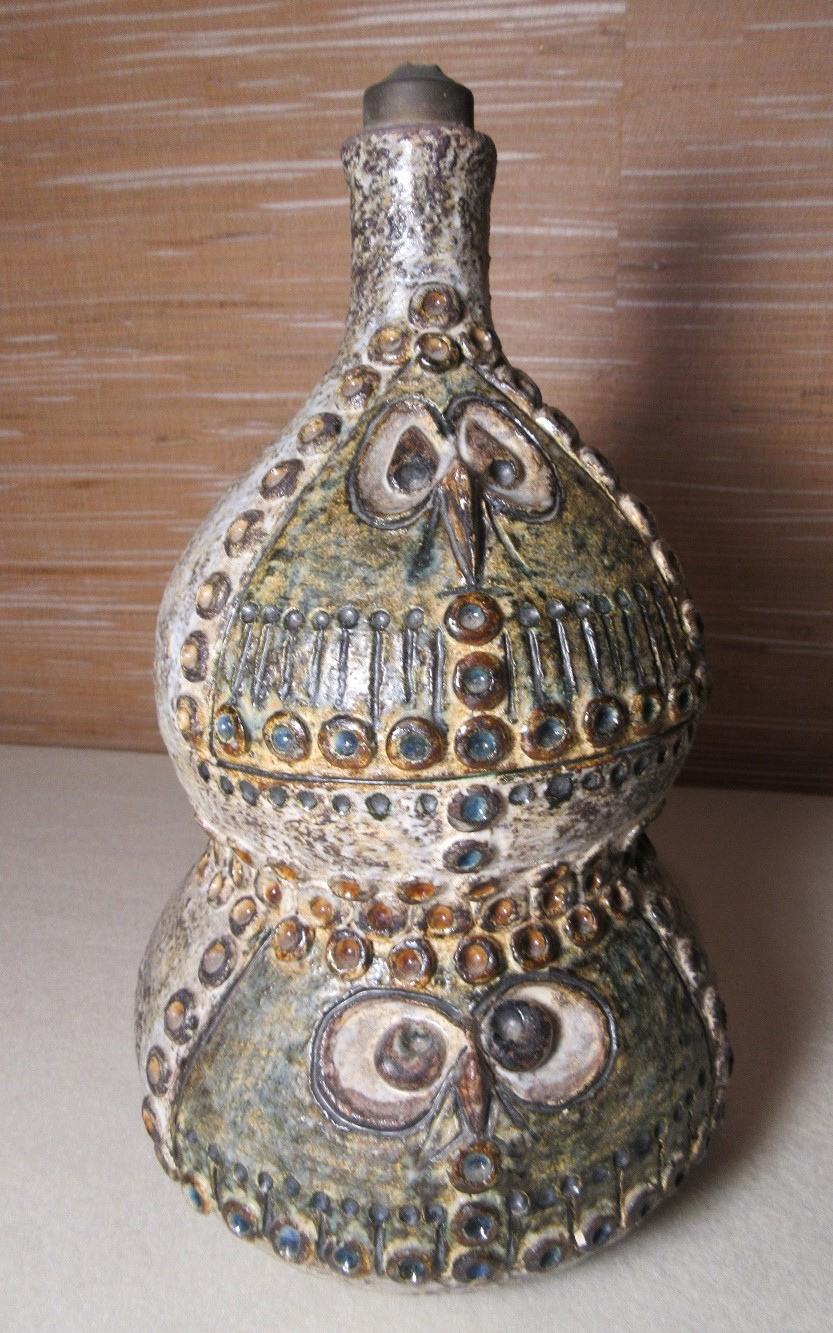
Pied de lampe, 1966, 30 cm

Pendant plusieurs années, une partie de sa production est exposée et vendue à Paris chez Roche Bobois. Raphaël Giarrusso participe aussi régulièrement au Salon des Ateliers d'Art de Paris, Porte de Versailles. Par la suite, c'est surtout dans des galeries icaunaises (Auxerre, Vézelay, Laroche-Migennes, Noyers, Avallon) qu'il expose. Sa dernière exposition a lieu à Vermenton en juillet 1985 et présente une série de têtes modelées révélant à la fois ses tourments et son amour de l'homme, ainsi que quelques récents tableaux réalisés au pastel. Raphaël Giarrusso était décidé à revenir à la peinture mais à la suite d'une rupture d'anévrisme, il décède à l'Hôpital de Dijon le 21 janvier 1986.

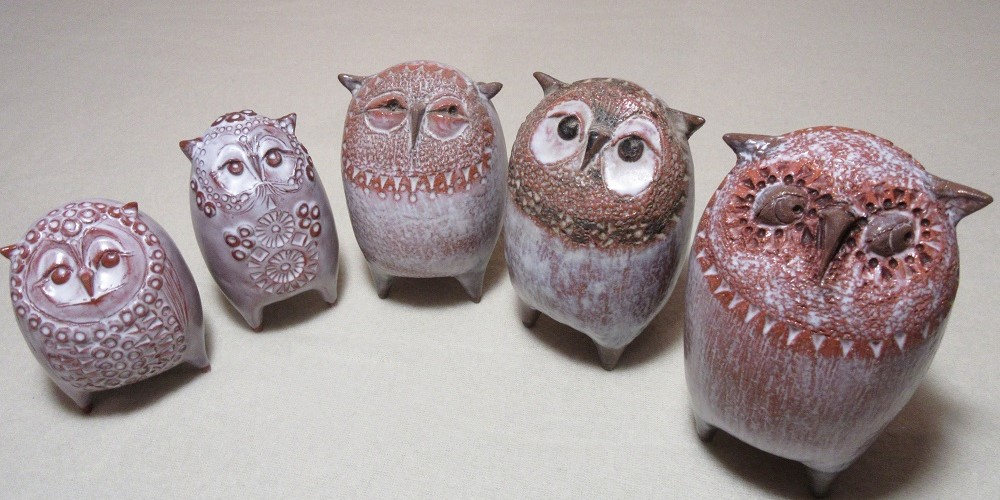
Petites chouettes, années 1980, 9 à 13 cm

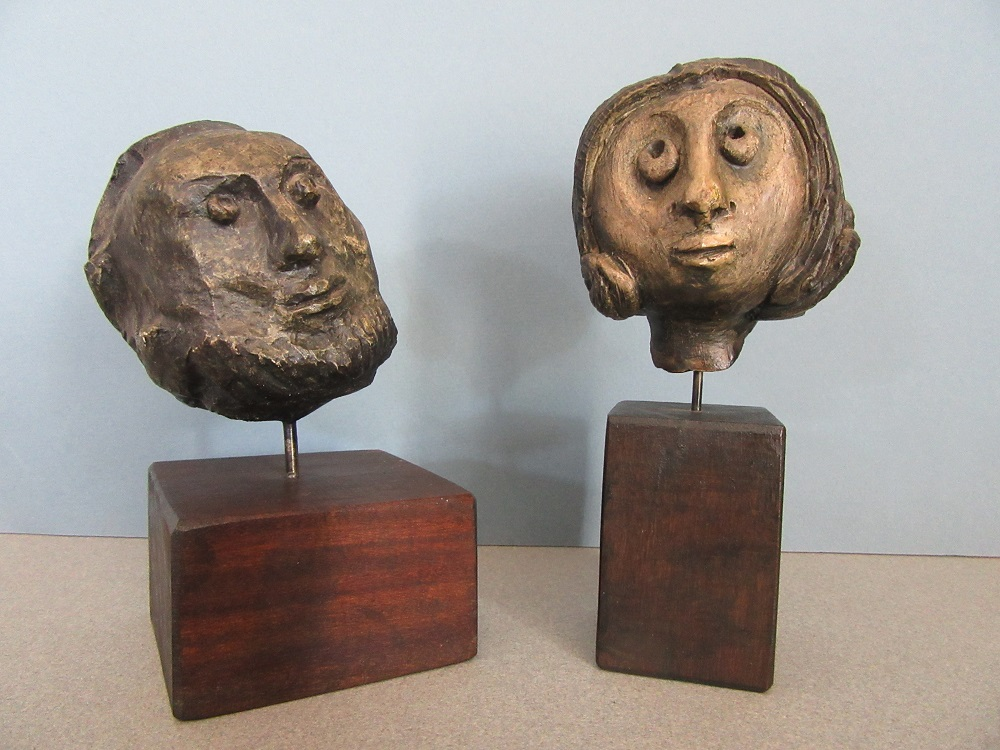
"Doute ou croyance c'est l'homme", 1984, 15,5 cm ; "Dame attendant une couronne", 1984, 16,5 cm

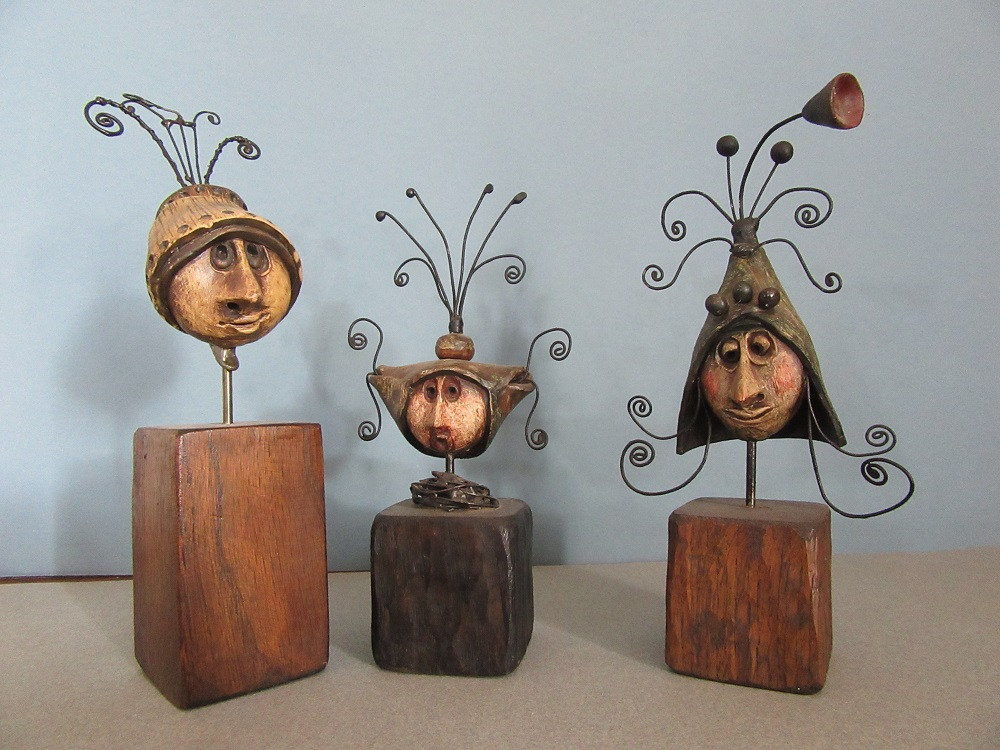
"Madame Paon", 1984, 23cm ; "Dame chantant le brame", 1984, 20 cm ; "Dame sortant d'un incendie", 1984, 22 cm

## Peintures et dessins
Raphaël Giarrusso est reconnu pour son œuvre de céramiste sculpteur mais il est aussi un peintre. Les nombreux dessins et peintures qu'il laisse, pour la plupart réalisés dans le début des années 1950, n'ont pratiquement jamais été exposés hormis une participation au Grand Prix de Paris 1961, Salon d'Art Moderne. Paysages, portraits, autoportraits et animaux composent l'essentiel de son œuvre picturale. Voici ce qu'écrivait Georges Hosotte dans un long discours en hommage à Raphaël Giarrusso inaugurant l'exposition posthume de juillet 1987 : « De ses très beaux dessins à l'encre de chine que nous découvrons aujourd'hui, apparaît dès son plus jeune âge la quête d'un homme vers la lumière et la difficulté d'y accéder au moyen d'ombres griffées, entrelacées de l'encre noire nécessaire à la naissance de cette lumière désirée. Parallèlement à ces dessins, des lavis, des peintures de jeunes femmes sculpturales empreintes de fraîcheur, de sensibilité et non de sensiblerie annoncent le potier à venir. »

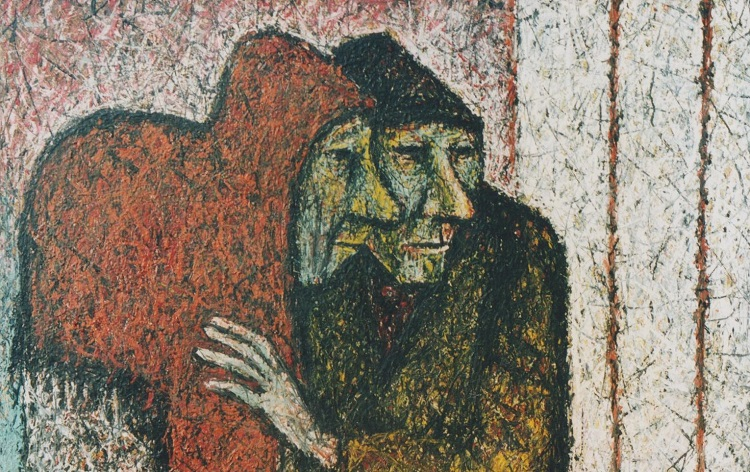
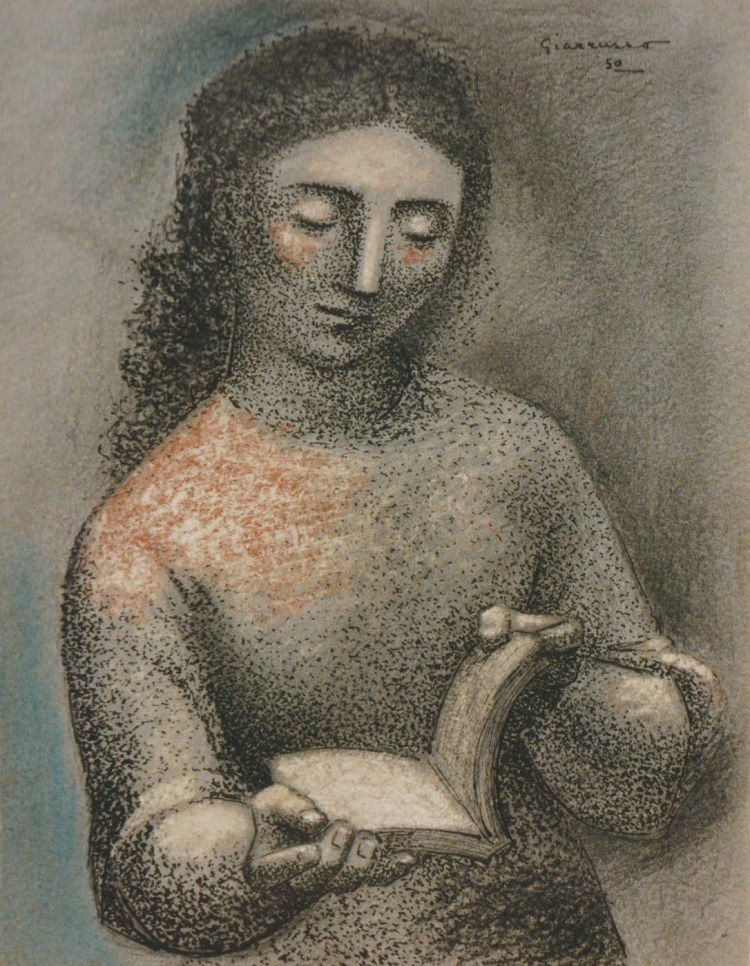
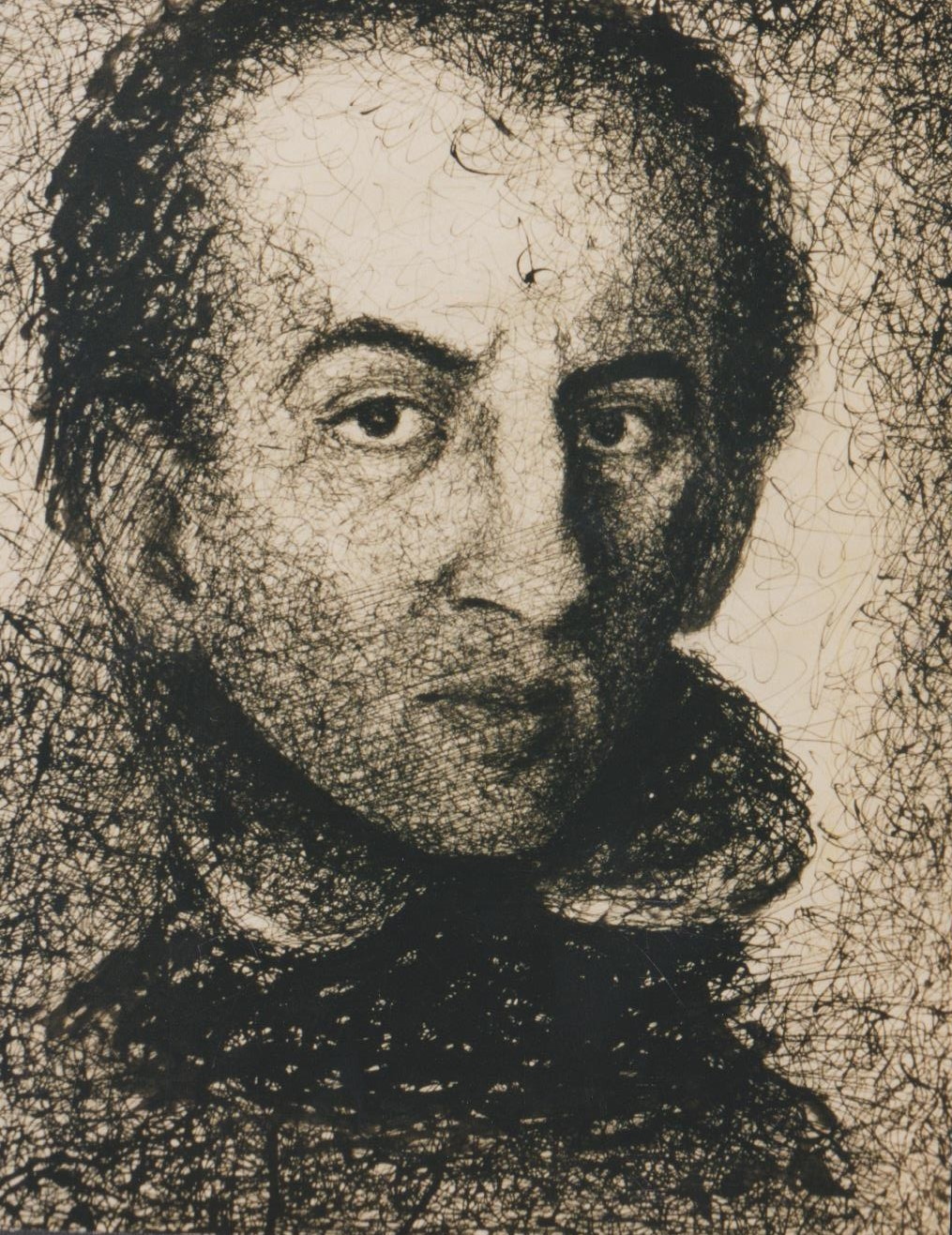
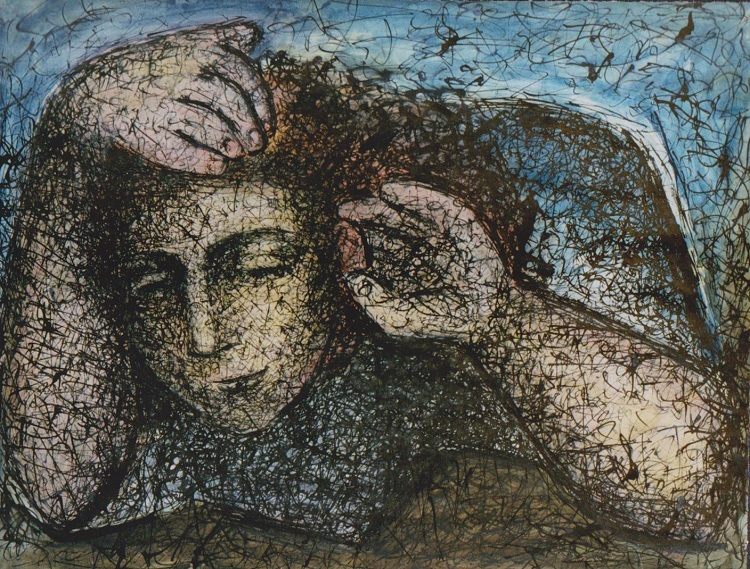
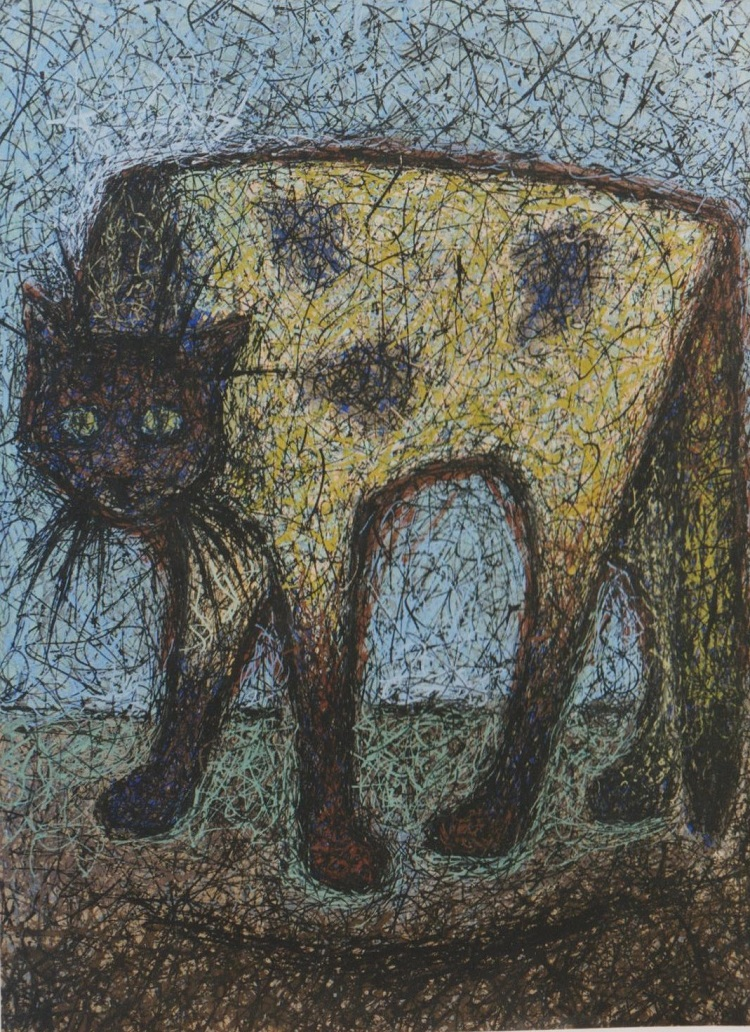